# Jennifer Troncy

a Compétitions nationales et continentales officielles uniquement.

b Matchs officiels uniquement.
Dernière mise à jour le 20 juin 2021.
Jennifer Troncy, née le 26 janvier 1986 à Bagnols-sur-Cèze (Gard), est une joueuse internationale française de rugby à XV, occupant le poste de demi de mêlée en club avec Montpellier,. 
Elle est aussi reprise dans le noyau de l'équipe de France féminine de rugby à sept.

## Biographie
Jennifer Troncy commence le rugby dès l'âge de sept ans au rugby-club de Bagnols-Marcoule, puis au Montpellier HR, grâce à son frère jumeau, Romuald .
En 2007, Jennifer Troncy est championne de France pour la première fois avec son club, Montpellier,.
Le 14 mars 2014, elle gagne le Grand Chelem avec l'équipe de France au Stade du Hameau à Pau, au terme d'une cinquième victoire en autant de rencontres du Tournoi des Six Nations face à l'Irlande (19-15). Le 27 avril 2014, elle est à nouveau championne de France avec Montpellier à Arnas (69), en battant l'AC Bobigny (29-19),.
À l'issue de la dernière étape des Women's Sevens Series 2016-2017, se jouant à Clermont-Ferrand, elle prend sa retraite internationale vis-à-vis de l'équipe nationale de rugby à sept.
En 2017, elle est retenue dans le groupe pour disputer la Coupe du monde féminine de rugby à XV 2017 en Irlande.

## Palmarès

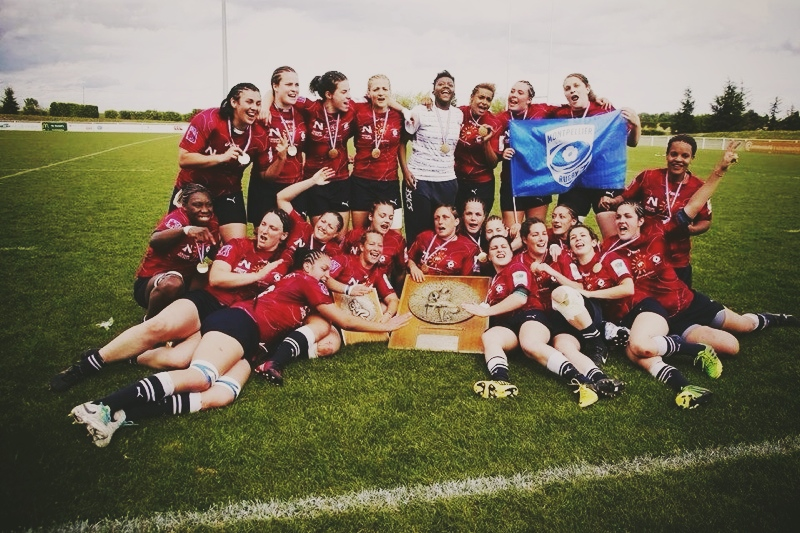
Les Coccinelles du MHR, championnes de France 2014.

- Championnat de France féminin 1re division (MHR):
  - Championne (8) : 2007, 2009, 2013, 2014, 2015, 2017, 2018, 2019
- Tournoi des Six Nations (France) :
  - Vainqueur (1) : 2014 (grand chelem)
- Coupe du monde de rugby féminin : 3e en 2014
- 51 sélections en Équipe de France féminine de rugby à XV[12]